# 抗寄生虫薬
抗寄生虫薬（こうきせいちゅうやく、英: Antiparasitic）とは寄生虫感染症に用いられる薬剤。

## 種類
※：国内未承認薬。熱帯病治療薬研究班（略称）が行う臨床研究の対象。
※※：国内未承認薬。熱帯病治療薬研究班（略称）保管。治療用としてWHOから供与される薬剤。
※※※：国内未承認薬。熱帯病治療薬研究班（略称）保管。治療用として個人輸入できる薬剤。
#：国内未承認薬。熱帯病治療薬研究班（略称）での保管もなし。

### 抗蠕虫薬
狭義の寄生虫は多細胞生物の蠕虫を指し、線虫、条虫、吸虫に分類される。

#### 抗線虫薬
線虫に対する医薬品は以下の通り。
- パモ酸ピランテル（回虫症、蟯虫症、鉤虫症、東洋毛様線虫症）
- メベンダゾール（MBZ）（鞭虫症、旋毛虫症）
- ジエチルカルバマジン（DEC）（リンパ系糸状虫症）
- イベルメクチン（糞線虫症、オンコセルカ症（回旋糸状虫症））
- アルベンダゾール（動物由来回虫（イヌ回虫、ネコ回虫、ブタ回虫、顎口虫）による幼虫移行症）
- チアベンダゾール（TBZ）#

#### 抗条虫薬
条虫に対する医薬品は以下の通り。
- プラジカンテル（有鉤条虫症（有鉤嚢虫症を含む）、マンソン孤虫症、日本海裂頭条虫症、その他の腸管寄生条虫症）
- アルベンダゾール（エキノコックス症（包虫症）、有鉤嚢虫症）
- ニクロサミド#

#### 抗吸虫薬
吸虫に対する医薬品は以下の通り。
- プラジカンテル（肺吸虫症、肝吸虫症、住血吸虫症、横川吸虫症（異型吸虫症を含む））
- トリクラベンダゾール※[1]（肝蛭症）

### 抗原虫薬
広義の寄生虫には、多細胞生物の蠕虫に加え、単細胞生物の原虫も含まれる。

#### 抗マラリア薬
マラリアに対する医薬品は以下の通り。
- プリマキン（三日熱マラリア、卵型マラリア）
- メフロキン（マラリア（特に熱帯熱マラリア（非重症例）））
- アトバコン/プログアニル（マラリア（特に熱帯熱マラリア（非重症例）））
- アルテメテル/ルメファントリン（マラリア（特に熱帯熱マラリア（非重症例））
- キニーネ※[1]（主に熱帯熱マラリア（重症例））
- リン酸クロロキン※※※[1]（非熱帯熱マラリア）

#### 抗トキソプラズマ薬
トキソプラズマに対する医薬品は以下の通り。
- スルファジアジン※[1]（トキソプラズマ症）
- ピリメタミン※[1]（トキソプラズマ症）
- スピラマイシン（トキソプラズマ症）

#### 抗アメーバ薬
アメーバに対する医薬品は以下の通り。
- メトロニダゾール（アメーバ赤痢）
- チニダゾール（アメーバ赤痢）
- パロモマイシン（アメーバ赤痢（腸管アメーバ症））
- イセチオン酸プロパミジン※※※[1]（アカントアメーバ角膜炎）
- リファンピシン（通常は抗結核薬として使用。抗アメーバ薬としては国内未承認。）
- アムホテリシンB（通常は真菌感染症の治療に使用。抗アメーバ薬としては国内未承認。）

#### その他
マラリア原虫、トキソプラズマ原虫、アメーバ以外の原虫に対する医薬品は以下の通り。
- メトロニダゾール（膣トリコモナス症、ジアルジア症（ランブル鞭毛虫症））
- チニダゾール（膣トリコモナス症、ジアルジア症（ランブル鞭毛虫症））
- スラミン※※[1]（アフリカトリパノソーマ症（ローデシア型））
- メラルソプロール※※[1]（アフリカトリパノソーマ症（ローデシア型））
- エフロールニチン※※[1]（アフリカトリパノソーマ症（ガンビア型））
- ベンズニダゾール※※[1]（シャーガス病）
- ニフルチモックス※※[1]（シャーガス病）
- ニタゾキサニド※※※[1]（クリプトスポリジウム症）
- ミルテホシン※※※[1]（リーシュマニア症）
- スチボグルコン酸ナトリウム※※※[1]（リーシュマニア症）

## 国内備蓄・販売の問題
種々の形で国際交流が活発化し、航空機関の発達と相まって、日本からの海外短期旅行者や長期滞在者、国外からの来訪者が増加しつつある現在、熱帯・亜熱帯地域や途上国との移動がかつてないほど盛んである。それに伴い、海外から帰国し、熱帯病・寄生虫症に罹患する日本人も増加しつつある。国内においてもそれらの治療薬剤の医療上の有用性は高くなっているが、国内の気候および衛生環境から患者数が収益性に見合うほど多くなく、国内製薬企業は抗寄生虫薬の開発に消極的である。中には、スラミンやアーネステートなど、海外では標準的な治療薬とされながらも、国内で承認されていない薬物も存在する。
その問題が1980年当時の厚生省薬務局審査課を中心に検討され、研究班を発足させて対処を行うことが決定された。その結果、同年に下記の研究班が発足して熱帯病・寄生虫症の稀用薬の保管・供給体制を確立し、関連する研究も開始された。以来、事業は継続され、2015年に厚生労働省から日本医療研究開発機構に移管され、現在は「感染症実用化研究事業（新興・再興感染症に対する革新的医薬品等開発推進研究事業）」のもとに熱帯病治療薬研究班が設置され、宮崎大学医学部感染症学講座が中心となって継続されている。
「感染症実用化研究事業（新興・再興感染症に対する革新的医薬品等開発推進研究事業）」では、国内未承認薬を海外製薬企業からの輸入し、開始した。設立当初は、国立医薬品食品衛生研究所で薬剤試験により医薬品としての適格性を確認した医薬品を全国約30の保管機関に配備・備蓄し、治療担当医からの要請に応じて治験薬として備蓄薬剤を配布していた。治療によって得られたデータは国内未承認薬の日本人に対する安全性・有効性の確認にも用いられ、その結果、アトバコン・プログアニル塩酸塩錠や、メトロニダゾール注など、国内承認および国内販売に至った治療薬も多数あった。
2013年4月、これまで全国に分散していた備蓄薬を国立国際医療研究センターの国際感染症センター内に発足した「オーファンドラッグ中央保管機関」に集約した。現在の備蓄薬は11薬である。2017年7月より、研究班が保管する未承認薬は、事前の倫理審査で承認を受けた薬剤使用機関（これまで備蓄機関に指定されていた医療機関が多数を占める）のみにおいて使用され、それ以外の医療機関の場合は同機関への患者搬送を必要とすることになった。それが困難である等のやむを得ない事情があり、緊急性が高いと考えられる場合には「薬剤特殊使用申請書」の提出により、本研究班の職員が確認の上で例外的に薬剤の使用を認めることがあるという。

## 関連
- 抗菌薬
- 抗ウイルス薬
- 抗真菌薬